# 추암해수욕장

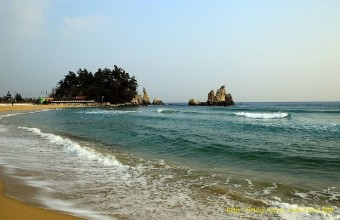

추암해수욕장은 애국가 1절의 배경으로 알려진 강원특별자치도 동해시 북평동에 소재의 해수욕장이다.

## 개요
강원도 동해시 북평동에 위치한 약 150m의 작은 해수욕장으로, 마을 앞에 자리잡고 있다. 해안 절벽과 동굴 칼바람 촛대바위 등 크고 작은 기암괴석의 경관이 빼어난 곳으로 해금강해수욕장이라고도 한다.
추암해수욕장에는 추암 촛대바위 출렁다리와 추암촛대바위 등의 관광요소가 있고, 인근에 관광객들의 숙박이 가능한 추암오토캠핑장이 있다.

## 주변 명소
- 추암 촛대바위
- 추암 촛대바위 출렁다리
- 천곡동굴
- 두타산
- 무릉계곡

## 같이 보기
- 동해시
- 대한민국의 해수욕장 목록